# Bítovánky (Želetava)
Bítovánky (německy Klein Leitowan, dříve Bytovánky) jsou vesnice, místní část Želetavy. Ve vesnici žije 179 obyvatel.

## Název
Název se vyvíjel od varianty Byethowanky (1386), Bitowanky (1540), Bytowanky (1672), Bitowanky (1718), Bittowanky (1720), Bytowanky (1751), Bittowanky a Bitowanky (1846), Bittowanky a Bitovánky (1872) až k tvaru Bítovánky v roce 1924. Místní jméno je zdrobnělinou jména Bítovany a znamenalo ves lidí z Bítova.

## Geografická charakteristika
Katastrální území Bítovánek leží v Kraji Vysočina v okrese Třebíč. Na jihu a západě sousedí s Želetavou, na severu s Lesnou a Štěměchami a na východě s Cidlinou.
Bítovánky se rozkládají v jihozápadní části svého území. Nadmořská výška zastavěné části obce se pohybuje kolem 590 m. Území Bítovánek se výrazně zvyšuje k východu v trati Kopálky (až 656 m) a k severu v trati Dlouhá seč (až 676 m), asi 800 m na jihovýchod od nejvyššího kopce v okolí Mařenka. Bítovánky leží v těsné blízkosti mateřské obce Želetava, s níž jsou spojeny silnicí č. II/410. V severní části území v podhůří Mařenky pramení v nadmořské výšce asi 660 m Bítovánský potok. Cestou k jihu napájí Zadní rybník, v Bítovánkách se stáčí k západu, teče do Želetavy a tam se vlévá do Želetavky.

## Historický vývoj
Bítovánky byly od starodávna samostatným statkem. První písemná zpráva o vsi je z roku 1360, kdy se uvádějí jako majetek Jimrama z Jakubova. Již koncem 14. století náležely Bítovánky Bořitům z Budče. V průběhu staletí se majitelé Bítovánek velmi často střídali, až společně se statkem Krasonice byly Bítovánky roku 1748 prodány k panství Telč, kdy je koupil za 42 000 zlatých a 100 dukátů František Antonín hrabě Lichtenštejn-Kastelkorn a při dělení statků Podstatských-Lichtenštejnů roku 1828 se panství Želetava dostalo mladší větvi rodu Podstatských-Lichtenštejnů. Součástí želetavského panství byl statek Bítovánky až do roku 1849 jako samostatně vedený a zdanitelný. Poté statek sdílel osudy želetavského velkostatku až do roku 1945.
Podle lánového rejstříku před třicetiletou válkou byly v Bítovánkách 4 usedlosti, z toho zůstaly za války osazeny 2 a 2 zpustly. Ve vsi byli 1 pololáník a 1 domkář s půdou.
Podle vceňovacího operátu žilo roku 1843 v Bítovánkách 253 obyvatel, z toho 115 mužů a 138 žen ve 39 domech a 62 domácnostech. Z nich se živilo 15 zemědělstvím, 4 živnostmi, 1 obojím a 2 měli jiné zaměstnání, vedle 40 nádeníků. Desátky byly odváděny panství Želetava. Z Bítovánek se jezdilo na týdenní středeční trhy do Želetavy. Z uvedených živností zde byl 1 mlynář, 1 kovář a 2 krejčí.

## Správní začlenění obce od roku 1850[5]
Do roku 1849 byly Bítovánky součástí panství Želetava ve Znojemském kraji. V letech 1850 až 1855 podléhaly politické pravomoci Podkrajského úřadu v Dačicích a v soudní správě Okresnímu soudu v Telči. Po zřízení smíšených okresních úřadů s politickou a soudní pravomocí byly v letech 1855 až 1868 podřízeny Okresnímu úřadu v Telči. Z hlediska územní správy byly Bítovánky vedeny v letech 1869–1930 jako obec v okrese Dačice (dříve též pod názvy Bitovánky a Bytovánky), od roku 1950 jako obec v okrese Moravské Budějovice a od roku 1961 jako část Želetavy v okrese Třebíč. v Jihomoravském kraji až do zrušení Okresního úřadu v Třebíči koncem roku 2002. Od roku 2003 spadají pod pověřený Městský úřad v Moravských Budějovicích v samosprávném kraji Vysočina.

## Statistika počtu domů a obyvatel
V roku 1880 měla obec 50 domů a 273 obyvatel, roku 1900 48 domů a 281 obyvatel, roku 1921 49 domů a 262 obyvatel, roku 1930 60 domů a 281 obyvatel, roku 1947 70 domů a 266 oby¬vatel, roku 1950 65 domů a 230 obyvatel, roku 1970 59 domů a 227 obyvatel, roku 1982 53 domů a 206 obyvatel.
| Rok            | 1869 | 1880 | 1890 | 1900 | 1910 | 1921 | 1930 | 1950 | 1961 | 1970 | 1980 | 1991 | 2001 |
| -------------- | ---- | ---- | ---- | ---- | ---- | ---- | ---- | ---- | ---- | ---- | ---- | ---- | ---- |
| Počet obyvatel | 277  | 278  | 295  | 281  | 265  | 262  | 281  | 230  | 217  | 227  | 206  | 177  | 181  |

## Vývoj obce do současnosti
Ve 2. polovině 19. a v 1. polovině 20. století se většina obyvatelstva živila zemědělstvím. V roce 1900 byla výměra hospodářské půdy obce 525 ha. Živnosti roku 1911: 2 bednáři, 1 hostinský, 1 kramář a 1 krejčí.Roku 1924: dvůr a revír velkostatku Želetava A. Attemsové, živnosti: 1 hostinský, 14 hospodařících rolníků. Obec byla elektrifikována připojením na síť ZME Brno roku 1938. JZD byl o založeno roku 1950, roku 1960 bylo sloučeno s JZD Želetava do JZD Mír Želetava.
Nyní převládající zaměstnání: zemědělství.